# Emba
Die Emba (kasachisch Ембі Jembi oder Жем Schem; russisch Эмба Emba) ist ein 712 km langer Fluss im Westen Kasachstans.
Die Emba entspringt im Mugodschar-Gebirge in Kasachstan und fließt südwestlich durch das Ustjurt-Plateau in das Kaspische Meer. Der Fluss durchquert die Regionen Aqtöbe und Atyrau. Die Emba erreicht das Kaspische Meer nur bei Hochwasser des Flusses. Im 18. Jahrhundert war das Gewässer noch schiffbar. Das Einzugsgebiet der Emba umfasst etwa 40.400 km². Im unteren Drittel des Flussverlaufs durchquert der Fluss ein Gebiet mit salzhaltigen geologischen Schichten, was zu einem erhöhten Salzgehalt des Gewässers führt. Am Unterlauf des Flusses befindet sich das erdöl- und erdgasreiche Embafeld.

## Grenze zwischen Europa und Asien
Der Fluss Emba stellt für einige Experten die Grenze zwischen Asien und Europa dar. Dies wurde zuerst vom schwedischen Offizier und Kartografen Philip Johan von Strahlenberg vorgeschlagen.
Die vorläufigen Ergebnisse einer im April/Mai 2010 durchgeführten Expedition der Russischen Geographischen Gesellschaft in Kasachstan haben gezeigt, dass die Grenzziehung zwischen Europa und Asien entlang des Urals sowie der Emba nicht über ausreichende wissenschaftliche Grundlagen verfügt. Das Problem ist, dass der Südural von seiner Achse abweicht und sich in mehrere Teile gliedert. Die Berge flachen allmählich ab und verlieren ihre Bedeutung als geografische Grenze. Die Flüsse Ural und Emba als weitere Grenze nach Süden anzunehmen ist wenig sinnvoll, da das Gelände auf beiden Seiten ähnlich ist. Auch Lebens- und Wirtschaftsräume werden durch die Flüsse nicht geteilt.
Als Ergebnis der Expedition wurde vorgeschlagen: Der südliche Teil der Grenze erstreckt sich vom Ural zum Mugodschar-Gebirge (Kasachstan, Aqtöbe-Gebiet), dann entlang der Südkante der Kaspischen Senke, wo die Osteuropäische Ebene endet. Die Kaspische Senke wurde vor Millionen von Jahren gebildet, als das Kaspische Meer die westlichen Hänge des Ustjurt-Plateaus auswusch. Nach Meinung der Wissenschaftler sollte als Grenze zwischen Europa und Asien dieser Rand der geologischen Formationen angesehen werden.